# Szeben megye
Szeben megye (románul: Județul Sibiu, németül: Kreis Hermannstadt) közigazgatási egység Romániában, az Erdély régióban, a Közép-romániai fejlesztési régió területén. 5432 km2-es területével Románia 24. legnagyobb megyéje, mely az ország teljes területének mintegy 2,27%-át adja. Emellett közel 388 ezer fős lakosságával Románia 22. legnépesebb közigazgatási egysége, ezzel az ország népességének 2,03%-ával rendelkezik, népsűrűsége az országos átlag alatt van.
Északról Maros megye, keletről Fehér megye, délről Vâlcea megye és Argeș megye, nyugatról pedig Brassó megye határolja. Székhelye az egykori erdélyi szászok törzshelye, a régió kulturális és gazdasági központja, a történelmi belvárosáról híres Nagyszeben. A megye második legnagyobb városa pedig a híres középkori erődtemplomáról és történelmi belvárosáról Medgyes. Emellett a megye jelentős városai közé tartozik a textiliparáról és középkori erődtemplomáról ismert Nagydisznód, illetve a Brukenthal-kastélyról nevezetes Felek.
Erdély középső részén található, a Kárpátok déli vonulatai és a Szeben-medence által meghatározott tájképpel. A megye legmagasabb pontjai a Fogarasi-havasokban találhatóak, amelyek népszerűek a túrázók körében. Az Olt folyó és mellékfolyói, például a Szeben, fontos szerepet játszanak a terület vízrajzában. A medence területe síkabb, termékeny talaja kedvező a mezőgazdaságnak. Az erdős hegyoldalak és alpesi rétek gazdag növény- és állatvilágot rejtenek. A Szebeni-havasok nyúlványai festői domborzatot alkotnak a megye déli részén. Szeben megye területén több természetvédelmi terület is található. Az éghajlat mérsékelten kontinentális, hegyvidéki hatásokkal. A térség földrajza fontos szerepet játszik a turizmus és a gazdasági tevékenységek alakításában.
Területén már az ókorban is éltek emberek, a római korban a régió Dacia része volt. A középkorban a szász telepesek érkezése jelentős hatással volt a megye gazdasági és kulturális fejlődésére. A 13. századtól a szász városok, mint Nagyszeben és Medgyes, az erdélyi szászok központjaivá váltak. A 16–17. században Szeben fontos szerepet játszott az Erdélyi Fejedelemség politikai életében. A városok erődítése és ipara hozzájárult a megye gazdagságához. A Habsburg-korszakban a megye az osztrák fennhatóság alatt fejlődött tovább. A modern korban Szeben Erdély kulturális központjává vált, különösen Nagyszeben város révén. 2007-ben Nagyszeben Európa Kulturális Fővárosa lett, ezzel kiemelve a térség jelentőségét. A megye történelme gazdag kulturális és építészeti örökséget hagyott hátra, amely ma is vonzza a látogatókat.

A megye elhelyezkedése Románia területén

## Nevének eredete
A megye nevének eredete a központi városára, Nagyszebenre (románul: Sibiu) vezethető vissza. A város neve valószínűleg a középkorban keletkezett, amikor szász telepesek érkeztek a térségbe. A „Sibiu” elnevezés a latin „Cibinium” szóból eredhet, amely a Cibin folyóra utal, ami a település közelében folyik. A név származhat a római korból is, amikor a terület Dacia része volt.
A magyar „Szeben” név a szász közösségek által használt elnevezés magyar nyelvű változata, amely évszázadok során rögzült. A román „Sibiu” név a város és a megye hivatalos neve lett, de a magyar és német (Hermannstadt) elnevezések is használatosak a helyi közösségekben. A megye neve tehát a térség központi településéhez, Nagyszebenhez kötődik, amely kulturális és gazdasági központként meghatározó szerepet játszott a régió történetében.

## Címere
Szeben megye címere heraldikai összetételében egy háromszögű, hasított pajzson jelenik meg, kék (azúr) fejrésszel, amelyen egy arany színű, párducformájú oroszlán látható, balról jobbra lépve, jobb mancsát felemelve, vörös nyelvvel és fegyverzettel.
Jobb oldalon
- vörös mezőben négy aranysáv látható, csökkentett méretben, vízszintesen elhelyezve.

Bal oldalon
- vörös mezőben egy arany színű leveles hármaság (trinkleta) található.[2]

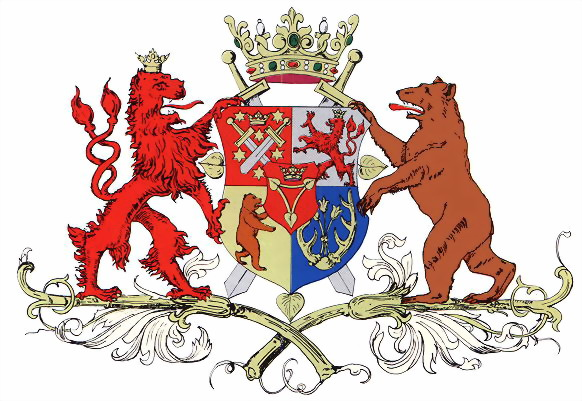
A történelmi Szeben vármegye címere

## Földrajz
A megye teljes területe 5432 km². A déli részen húzódik a 2500 m-nél magasabb Fogarasi-havasok, a Lotru- és a Szebeni-havasok, amelyek a megye 30%-át foglalják el. Az Olt folyó Szeben megyén áthaladva, a Vöröstoronyi-szoroson vágja át a Déli-Kárpátokat, amely az egyik legkönnyebb átjáró Erdély és Havasalföld között. Északon áthalad a Nagy-Küküllő is a megyén. További jelentősebb folyók a megyében a Szeben és a Hortobágy.

## Története
A megyében végzett régészeti feltárások igazolják, hogy a térség már a paleolitikumban is lakott volt, amire bizonyítékot szolgáltatnak a Rákovica végzett ásatások, ahol kavicskultúrához tartozó kovakőbaltát találtak. A feltárások során előkerült kerámiatöredékek, ékszerek, eszközök és temetkezési sírok bizonyítják, hogy a térség végigment a történelem különböző szakaszain: neolitikum, bronzkor, vaskor.
A 12. század elején, Erdélynek a Magyar Királyságba való beolvasztásával megkezdődött a szászok betelepítése Szebenbe. 1191-ben III. Celesztin pápa autonómiát adott a szebeni prépostságnak, ami hozzájárult ahhoz, hogy Szeben vallási központként fejlődni tudjon.
1486-ban Nagyszeben lett a Szász Egyetem (Universitas Saxonum) – a erdélyi szászok politikai szervezetének – székhelye. A 16. században a szász lakosság többsége áttért a protestáns reformációra. 1572-ben az erdélyi evangélikus egyház székhelye Nagyszebenből Berethalomra (Biertan) költözött, majd 1867-ben visszakerült Nagyszebenbe.
Az 1848-as forradalom idején Nagyszebenben megalakult a Békéltető Bizottság, melynek tagjai között ott volt Avram Iancu, Simion Bărnuțiu és Axente Sever. 1863-ban az erdélyi országgyűlés, amely 58 román, 56 magyar és székely, valamint 44 szász képviselőből állt, Nagyszebenben ült össze, és gazdasági intézkedéseket, illetve egy törvényt fogadott el, amely a románokat egyenjogúsította a szászokkal és székelyekkel. 1871-ben megalakult az Albina Bank, amely kora legnagyobb román bankja volt. A 19. század vége és a 20. század eleje Szeben vármegye fejlődésének fontos szakasza volt.

## Önkormányzat és közigazgatás

### Megyei közgyűlés
A 2024-es helyhatósági választásokat követően Szeben megye közgyűlésének összetétele a következőképpen alakult:
A legtöbb mandátumot, szám szerint 10-et, a Nemzeti Liberális Párt (PNL) szerezte meg, ezzel a testület legnagyobb frakcióját alkotja. A második helyen a Szociáldemokrata Párt (PSD) végzett 8 mandátummal. Jelentős szereplő maradt a Romániai Német Demokrata Fórum (FDGR/DFDR) is, amely 5 képviselőt juttatott be a közgyűlésbe, így továbbra is biztosítja a helyi német közösség politikai képviseletét.
A Románok Egyesüléséért Szövetség (AUR) 4 mandátumot szerzett, míg a Mentsétek meg Romániát Szövetség (USR) 3 képviselővel van jelen a közgyűlésben. Egy-egy mandátumot szerzett a Jobboldal Ereje (Forța Dreptei), valamint a Népi Mozgalom Pártja (PMP) is.
A közgyűlés összesen 34 tagból áll, így az abszolút többséghez legalább 18 mandátum szükséges. Mivel egyik párt sem rendelkezik önálló többséggel, a döntéshozatal a jövőben politikai együttműködéseken, koalíciós megállapodásokon alapul majd. Különösen fontos szerepe lehet ebben a mérleg nyelvét jelentő pártoknak, így például az FDGR-nek vagy az AUR-nak, amelyek támogatóként eldönthetik egy-egy kezdeményezés sorsát.
|  | Nemzeti Liberális Párt           | 10 |  |  |  |  |  |  |  |  |  |  |
|  | Szociáldemokrata Párt            | 8  |  |  |  |  |  |  |  |  |  |  |
|  | Romániai Német Demokrata Fórum   | 5  |  |  |  |  |  |  |  |  |  |  |
|  | Románok Egyesüléséért Szövetség  | 4  |  |  |  |  |  |  |  |  |  |  |
|  | Mentsétek meg Romániát Szövetség | 3  |  |  |  |  |  |  |  |  |  |  |
|  | Jobboldal Ereje                  | 1  |  |  |  |  |  |  |  |  |  |  |
|  | Népi Mozgalom Párt               | 1  |  |  |  |  |  |  |  |  |  |  |

## Népesség

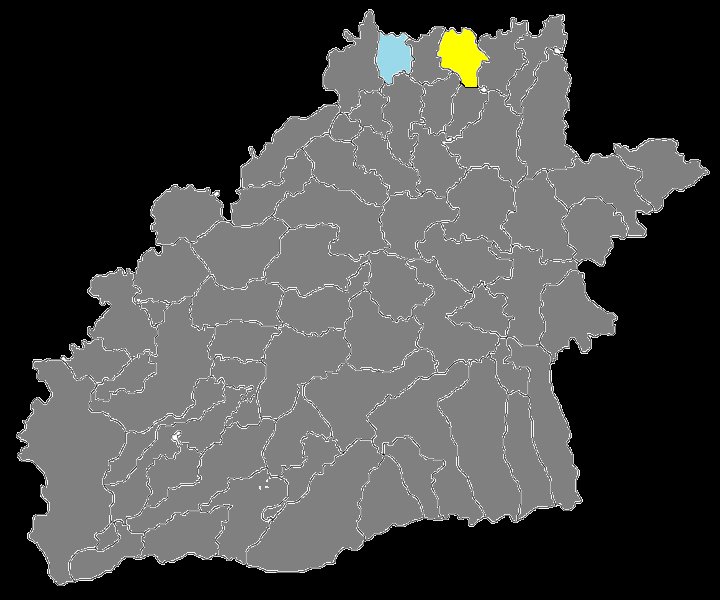
A magyar nemzetiségűek aránya Szeben megyében a 2011-es népszámlálás adatai szerint. Citromsárga = magyar kisebbség 20% felett, kék = magyar kisebbség 10 – 20% között, szürke = magyar kisebbség 10% alatt.

2002-ben a megye lakossága 421 724 volt, a népsűrűség 78/km². A lakosság nagy része román. Vannak német, magyar és cigány közösségek is. Hagyományosan a legnagyobb kisebbség a német, de számuk az utóbbi időben a kivándorlásuk következtében lecsökkent. A megye déli részét, a hegyekhez közel románok lakják, az északi részét románok, németek és magyarok, de a német települések nagyrészt kihaltak. A cigány lakosságot a kommunizmus idején Dél-Romániából helyezték át ezekre a településekre, azóta számuk egyre csak nő.

### Nemzetiségek
Szeben megye lakóinak nemzetiségi összetétele 2011-ben
Szeben megye lakosságának túlnyomó többsége román nemzetiségű, ugyanakkor a megye etnikai arculatát kisebbségi közösségek is színesítik. A legutóbbi, 2011-es népszámlálási adatok alapján a lakosság 90,64%-a vallotta magát román nemzetiségűnek, ami egyértelmű többséget képvisel a térség etnikai szerkezetében.
A roma közösség a második legnagyobb etnikai csoport a megyében, arányuk 4,76%. Jelenlétük több településen is jelentős, és a helyi társadalmi-kulturális élet sajátos színfoltját képezik. A közösség integrációja és támogatása továbbra is fontos kihívás és célkitűzés a megyei szinten.
A magyar nemzetiségűek aránya 2,89%, így ők alkotják a megye harmadik legnépesebb kisebbségi csoportját. Bár arányuk elmarad más erdélyi megyékben tapasztalttól, a magyar közösség kulturális öröksége és történelmi jelenléte Szeben megyében is érezhető, különösen a megye északi és keleti településein. Kulturális és nyelvi identitásuk fontos eleme a régió sokszínűségének.
A német közösség – elsősorban az egykor virágzó szászság leszármazottai – a lakosság 1,09%-át teszik ki. A szászok évszázadokon keresztül meghatározó szerepet játszottak a városi fejlődésben, különösen Nagyszeben esetében, amely sokáig a szász központi közigazgatás és kultúra egyik fő helyszíne volt. Bár számuk a 20. század második felében erősen megfogyatkozott, a megmaradt közösség továbbra is ápolja hagyományait, különösen a Német Demokrata Fórum révén.
A fennmaradó 0,62% egyéb etnikumhoz tartozik, illetve vegyes vagy nem meghatározott nemzetiségű személyekből áll. E csoportba beletartozhatnak ukrán, örmény, zsidó, szlovák és más kisebbségek tagjai, akik különböző történelmi és gazdasági körülmények hatására telepedtek le Szeben megyében.
A nem nyilatkozók pontos arányáról e statisztikai adatok nem szolgálnak információval, de országos trendek alapján feltételezhető, hogy ez a csoport is hozzájárul a megye etnikai képének további árnyalásához. Szeben megye így a többségi román népesség mellett a kulturális sokszínűség egyik jelentős erdélyi példája marad.

### Vallás
Szeben megye lakóinak vallási összetétele 2011-ben
A 2011-es népszámlálási adatok alapján Szeben megyében a vallási életet elsősorban a kereszténység határozza meg, ezen belül is kiemelkedő az ortodox egyház dominanciája. A megye lakosságának 88,9%-a ortodox vallású, ami szoros összefüggésben áll a térség többségi román etnikumának vallási identitásával. Az ortodox templomok és vallási ünnepek mélyen beágyazódtak a helyi közösségek mindennapjaiba, meghatározva a társadalmi és kulturális élet ritmusát.
A görögkatolikusok a lakosság 2,3%-át teszik ki. Ez a közösség fontos része a román keresztény sokszínűségnek, liturgiájuk pedig a keleti és nyugati hagyományok különleges ötvözete. A görögkatolikus közösségek főként kisebb településeken és városi gyülekezetekben vannak jelen.
A reformátusok aránya 2%, elsősorban a magyar kisebbséghez kötődnek, és jelenlétük különösen jelentős azokban a településekben, ahol a magyar közösség történelmileg is gyökeret vert. Saját templomaik, iskoláik és közösségi intézményeik révén aktívan őrzik vallási és kulturális hagyományaikat.
A római katolikus vallást a lakosság 1,5%-a követi, főként magyar és német nemzetiségű hívek körében. Történelmi templomaik és vallási örökségük fontos része a megye szellemi arculatának, különösen Nagyszeben és környéke városi központjaiban.
A pünkösdista közösség (penticostali) a lakosság 1,1%-át alkotja. Ezek a felekezetek a 20. század második felében váltak láthatóbbá a romániai vallási térképen, és dinamikus közösségeik elsősorban a kisebb városi és falusi közösségekben működnek.
A baptisták a lakosság 0,9%-át teszik ki. Bár létszámuk kisebb, a baptista közösségek is hozzájárulnak a megye vallási sokféleségéhez, elsősorban a protestáns hagyományokat képviselve.

Az „egyéb vallások” kategóriába tartozik a lakosság 3,3%-a. Ez magában foglalja a kisebb keresztény felekezeteket (mint például az adventisták, Jehova Tanúi), valamint más vallási irányzatokat – ideértve a muszlim, zsidó, buddhista vagy új vallási mozgalmak követőit is. Bár számszerűen nem jelentős, ez a csoport is fontos színt ad a megye vallási térképéhez.

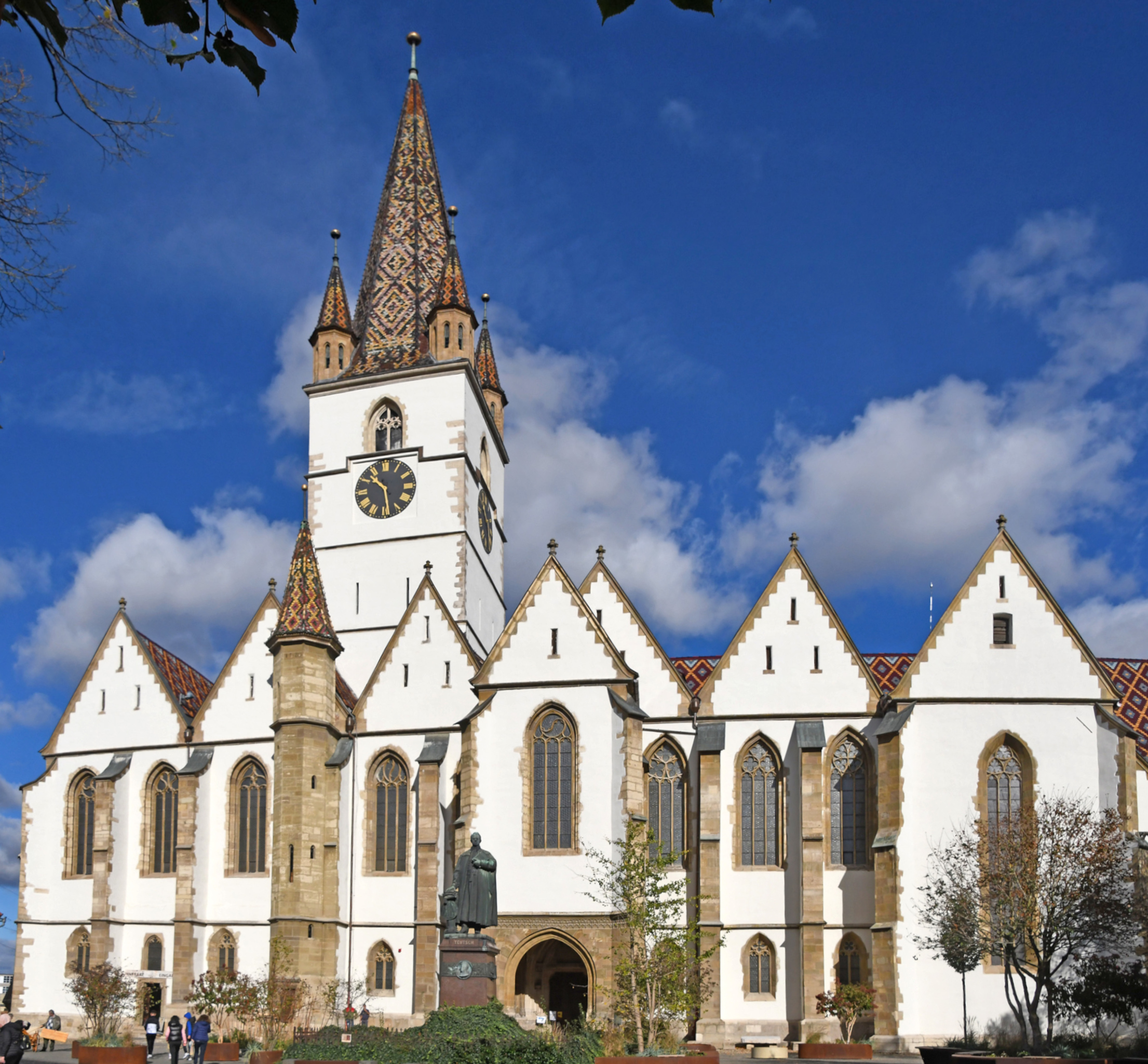
A nagyszebeni evangélikus székesegyház
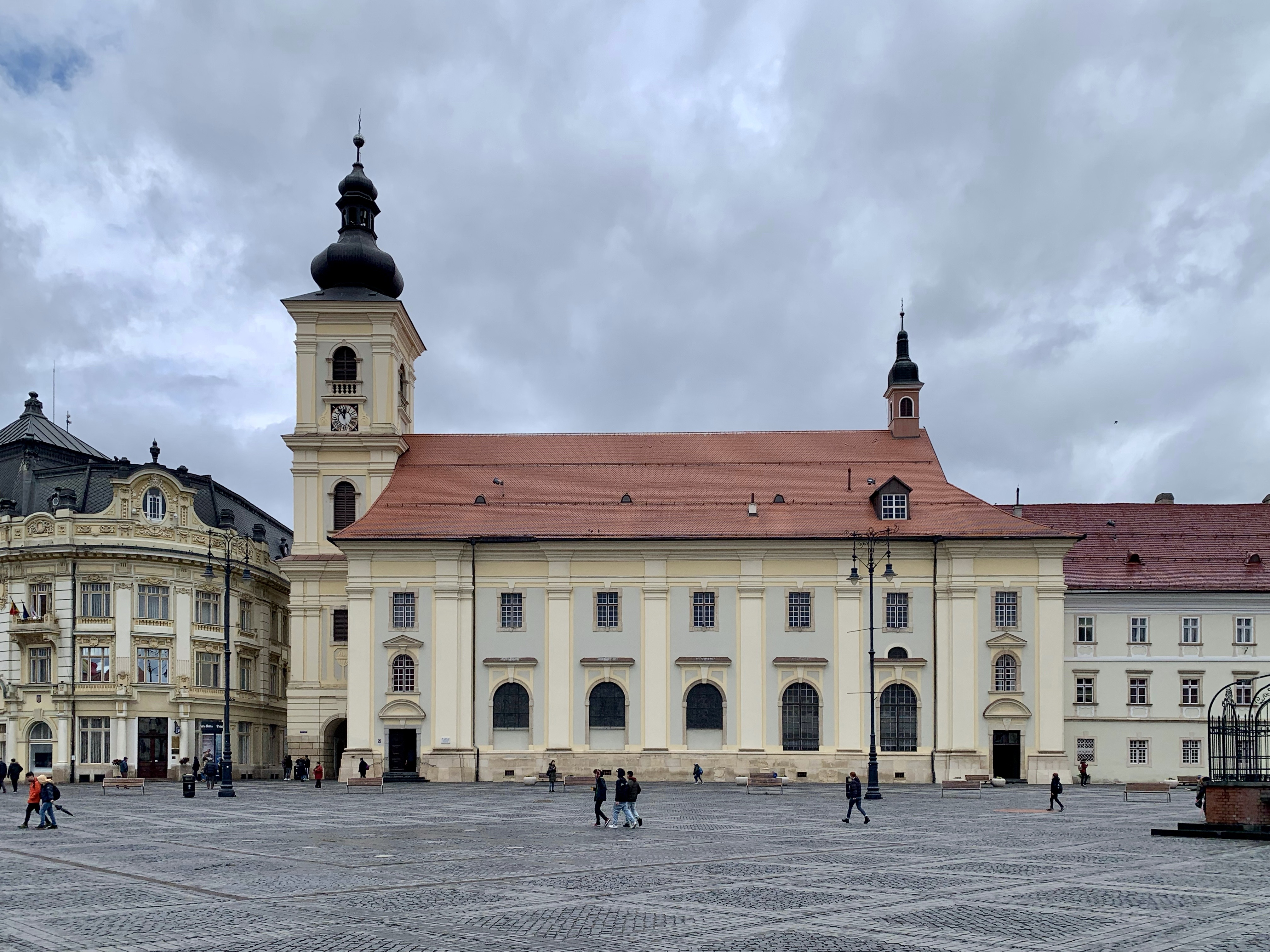
A nagyszebeni Szentháromság-plébániatemplom
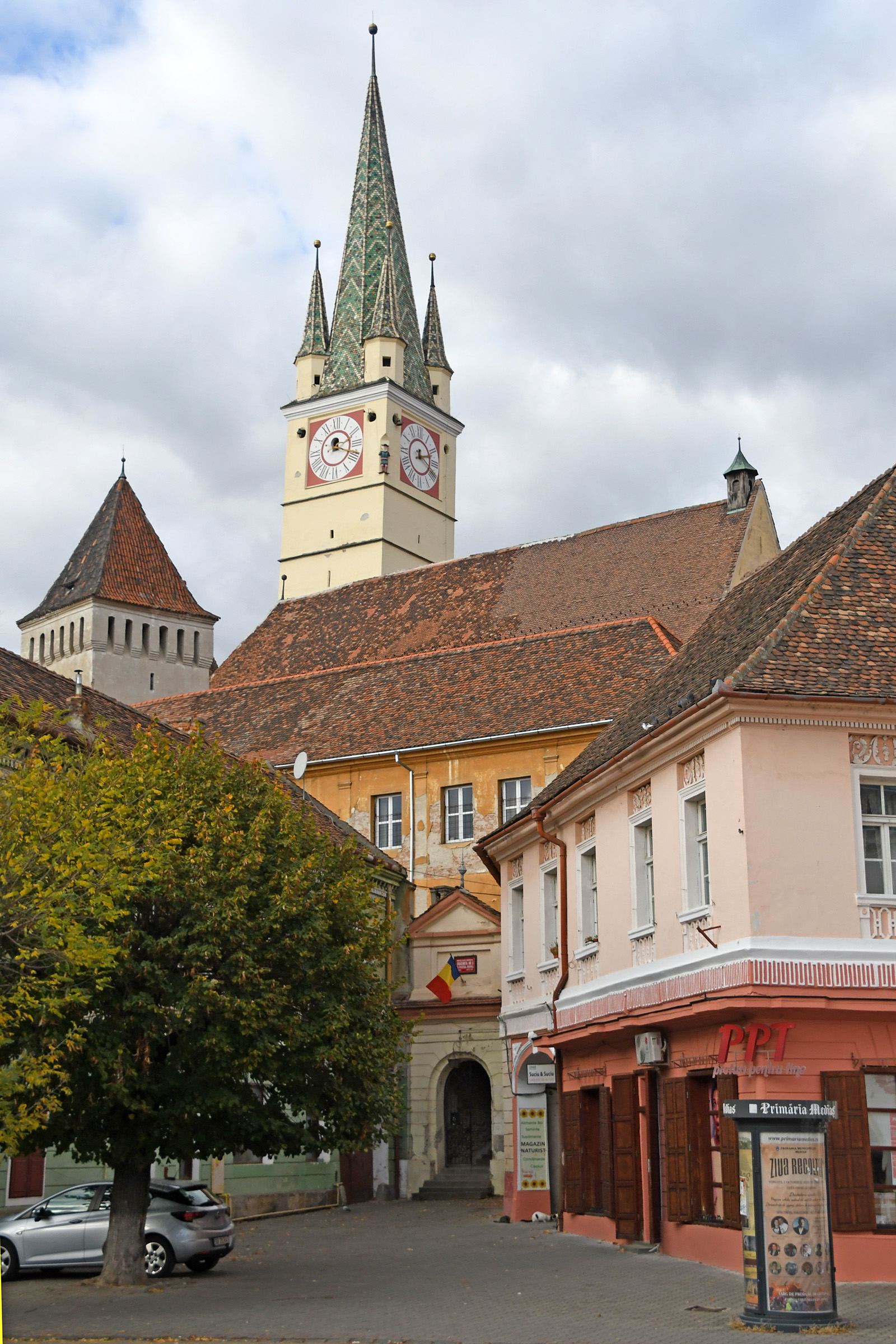
A medgyesi evangélikus erődtemplom
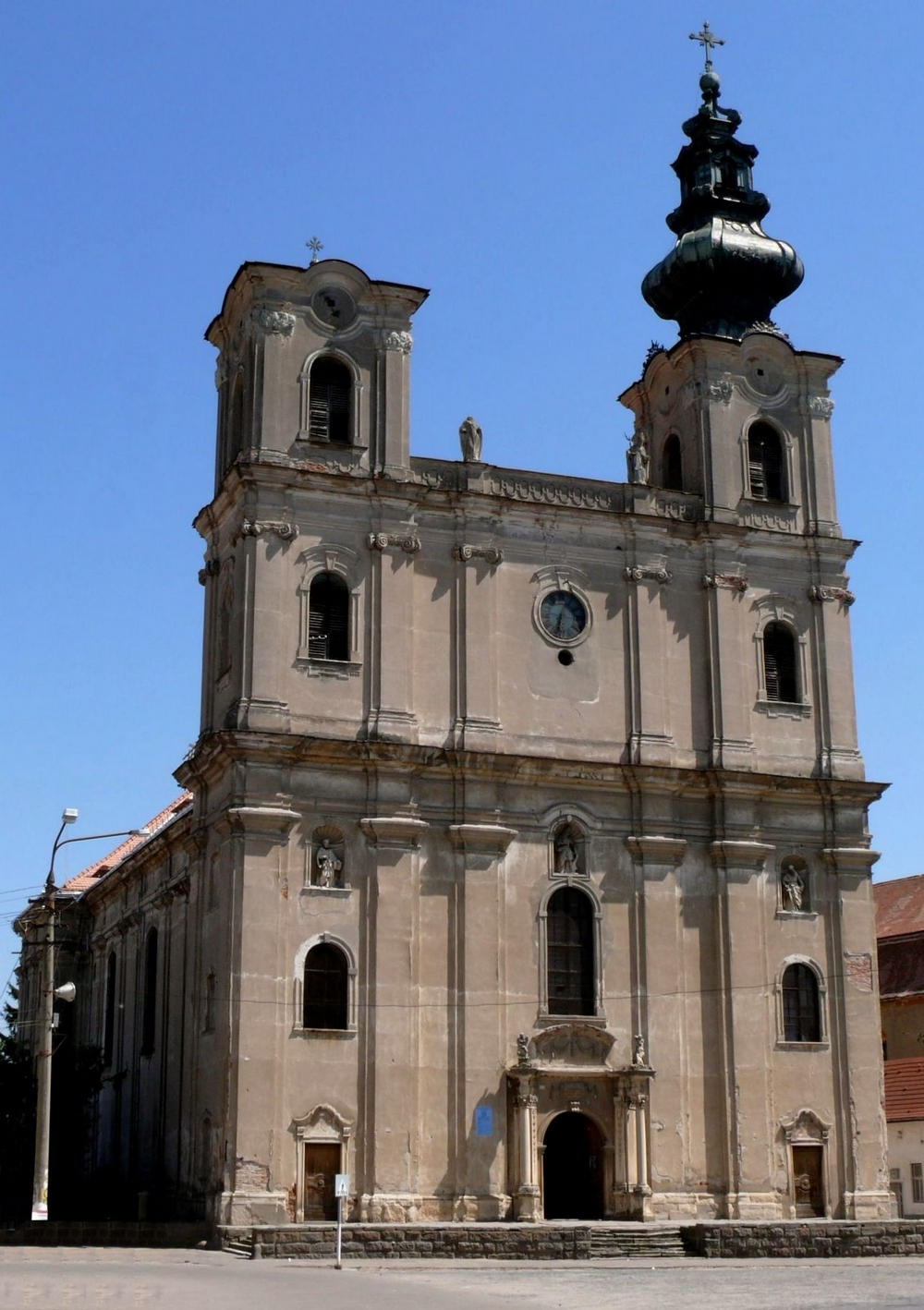
Az erzsébetvárosi Szent Erzsébet örmény katolikus templom

A népesség változása (a megye mai területére számítva):
| Alsó-Fehér vármegye Szeben vármegye Fogaras vármegye | Kis-Küküllő vármegye Nagy-Küküllő vármegye |

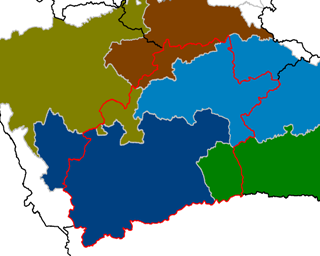
Szeben megye mai határai az 1914-es vármegyebeosztás feltüntetésével

- Urbanizáció szempontjából 5. helyen áll Románia tekintetében:
  - Varosi lakosság 65,8% (277 574); falusi lakosság 34,2% (144 150);

## Infrastruktúra és közlekedés

### Autópályák
| Gyorsforgalmi út        | Érintett települések, nagyobb kereszteződések                                                                                       | Teljes hossz | Használatban | Épül   | Térkép |
| ----------------------- | --- | ------------ | ------------ | ------ | ------ |
| Dél-erdélyi autópálya   | Bukarest – Pitești – Nagyszeben – Déva – Temesvár – Arad – Nagylak / Magyarország (a TEN-T hálózat része)                           | 578 km       | 472 km       | 106 km |        |
| Észak-erdélyi autópálya | Bukarest – Ploiești – Brassó / Marosvásárhely – Kolozsvár – Zilah – Nagyvárad – Bors / Magyarország (részben a TEN-T hálózat része) | kb. 438 km   | 203 km       | 70 km  |        |
|                         | Nagyszeben – Fogaras – Brassó – Bákó                                                                                                | 300 km       | 0 km         | 68 km  |        |

### Főútak
| Út | Érintett megyei települések                                                                                            | Hossz    | Térkép |
| -- | --- | -------- | ------ |
|    | Alsóárpás – Felek – Sellenberk – Nagyszeben – Szelistye – Szerdahely                                                   | 643 km   |        |
|    | Bojca – Nagytalmács – Sellenberk – Nagyszeben – Kisapold – Szerdahely                                                  | 525,4 km |        |
|    | Kercisóra | 151 km   |        |
|    | Nagyszeben – Nagycsűr – Szelindek – Rüsz – Nagyselyk – Asszonyfalva – Kiskapus – Nagyekemező – Medgyes – Erzsébetváros | 90 km    |        |

## Híres szülöttei
- Oláh Miklós (Nagyszeben, 1493. január 10. – Pozsony, 1568. január 15.) román származású humanista és történész, aki a Magyar Királyság területén tevékenykedett, esztergomi érsek, Hont vármegye főispánja, királyi helytartó
- Michael Weiss (Medgyes, 1569. január 13. – Brassó, 1612. október 16.) Brassó város bírája, krónikaíró
- Haller Károly (Nagyszeben, 1836. október 14. – Budapest, 1911. február 7.) magyar jogász, egyetemi tanár, Kolozsvár polgármestere, a magyar országgyűlés főrendiházának tagja
- Arz Artúr (Nagyszeben, 1857. június 16. – Budapest, 1935. július 1.) erdélyi szász származású magyar katonatiszt, császári és királyi vezérezredes, az első világháború sikeres katonai vezetője, 1917-től 1918-ig az Osztrák–Magyar Monarchia haderőinek vezérkari főnöke
- Hermann Oberth (Nagyszeben, 1894. június 25. – Nürnberg, 1989. december 28.) erdélyi szász származású német fizikus, az űrkutatás egyik úttörője
- Otto Czekelius (Nagyszeben, 1895. augusztus 21. – 1974. március 21.) erdélyi szász építész és író
- Kessler Hubert (Nagyszeben, 1907. november 3. – Budapest, 1994. február 1.) magyar mérnök, barlangkutató, karszthidrológus, az országos forráskataszter elkészítője, a budapesti Szemlő-hegyi-barlang felfedezője
- Emil Cioran (Resinár, 1911. április 8. – Párizs, 1995. június 20.) román-francia filozófus és író
- Oskar Pastior (Nagyszeben, 1927. október 20. – Frankfurt am Main, 2006. október 4.) erdélyi szász költő, író, műfordító
- Nemes Levente (Medgyes, 1939. szeptember 16. –) Kossuth- és Jászai Mari-díjas erdélyi magyar színművész, előadóművész, színházigazgató
- Radu Vasile (Nagyszeben, 1942. október 10. - Bukarest, 2013. július 3.) román politikus, történész, aki a PNȚCD színeiben 1998 - 1999 között Románia miniszterelnöke volt
- Klaus Johannis (Nagyszeben, 1959. június 13. –) erdélyi szász politikus, 2000-től 2014-ig Nagyszeben polgármestere, 2002–2013 között a Romániai Német Demokrata Fórum (RNDF) vezetője, 2014-től 2025-ig az ország köztársasági elnöke

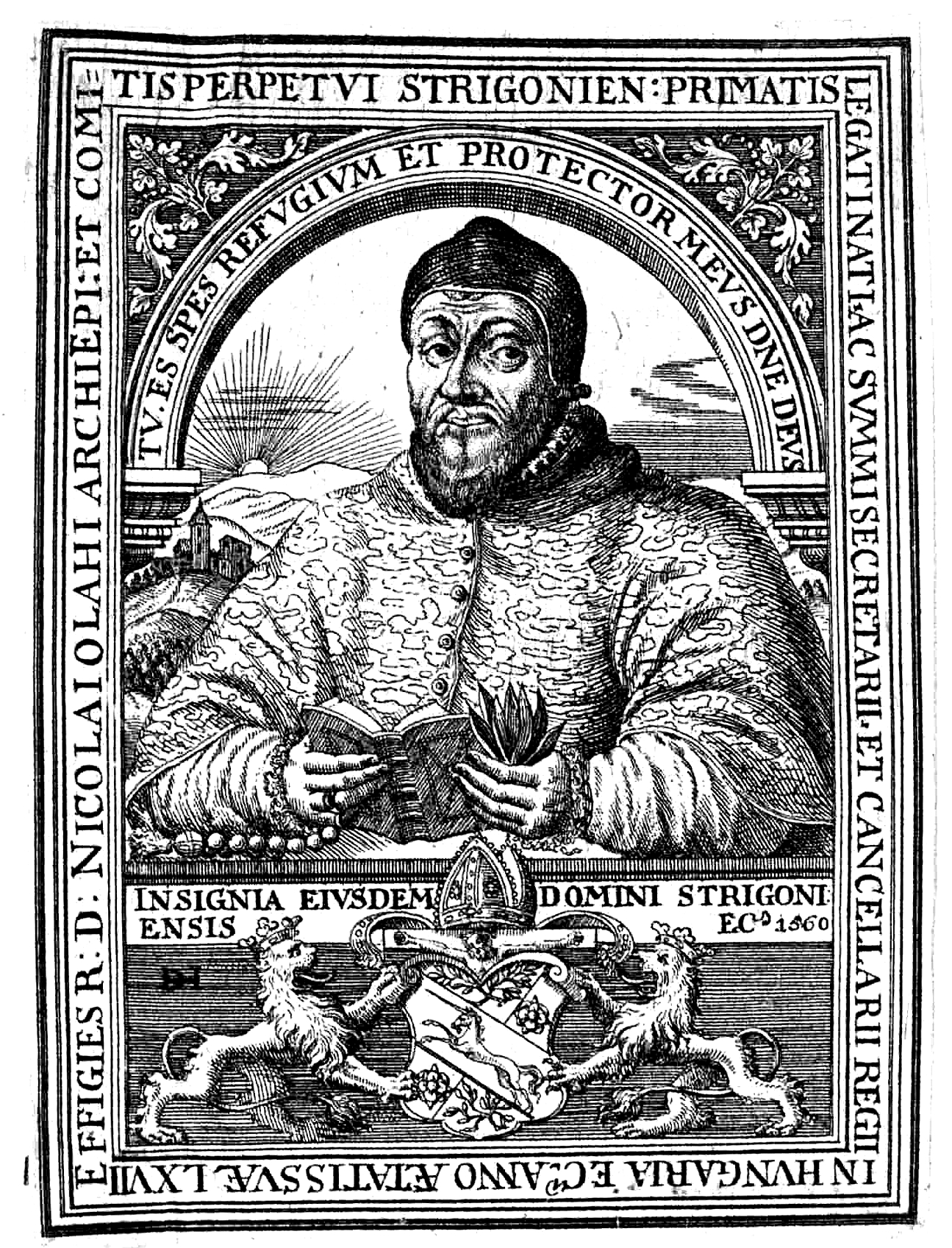
Oláh Miklós
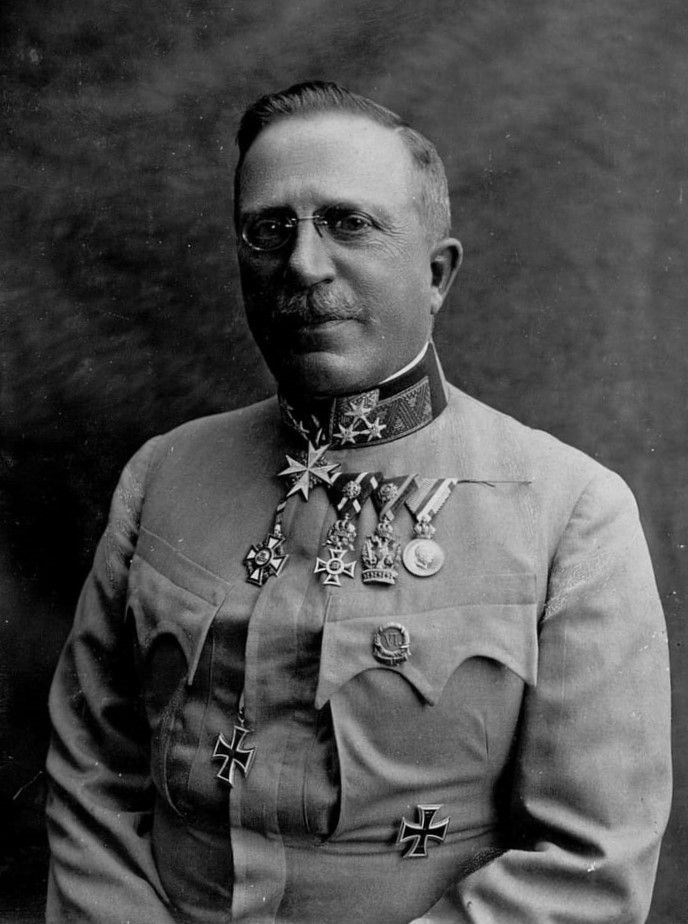
Arz Artúr
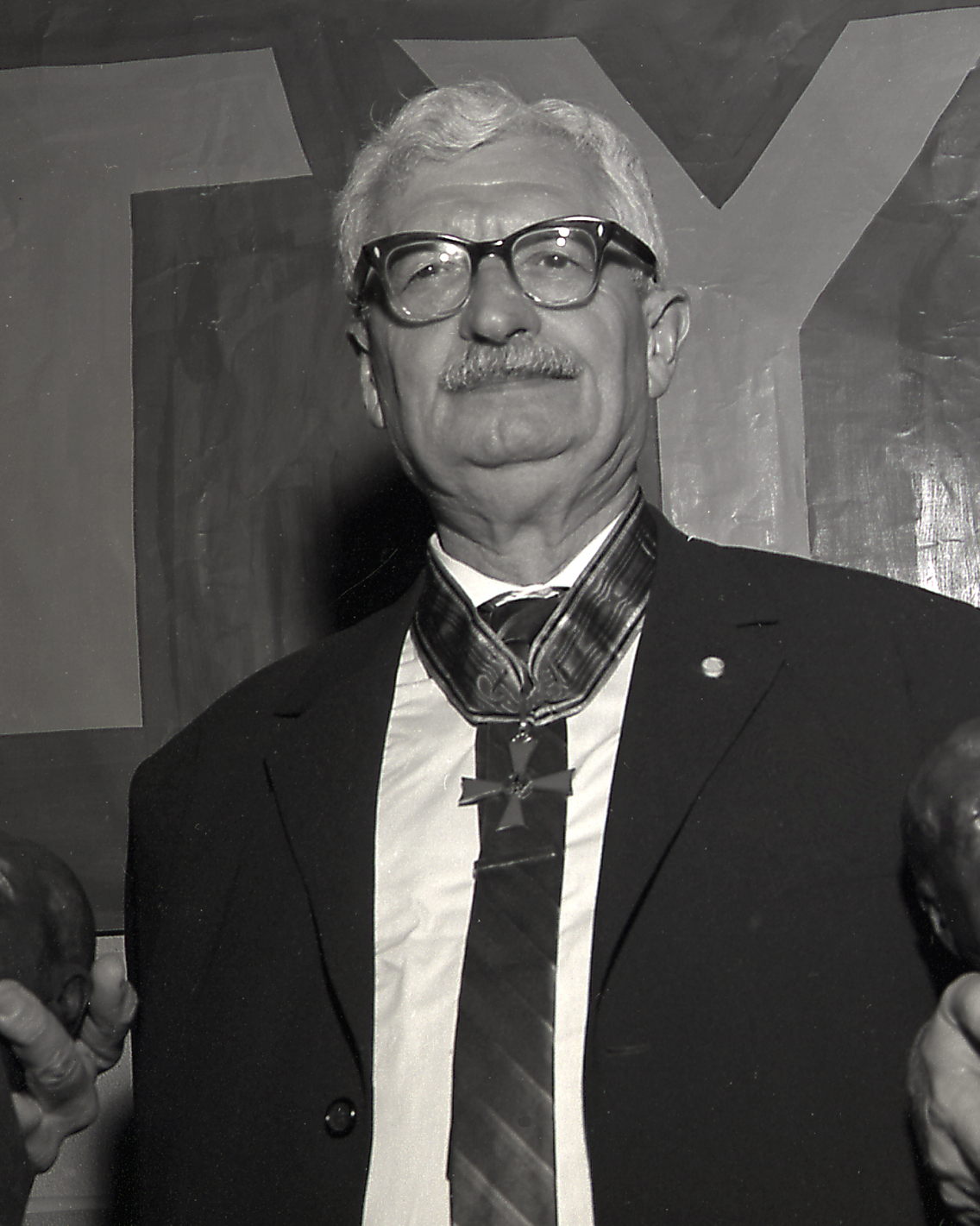
Hermann Oberth
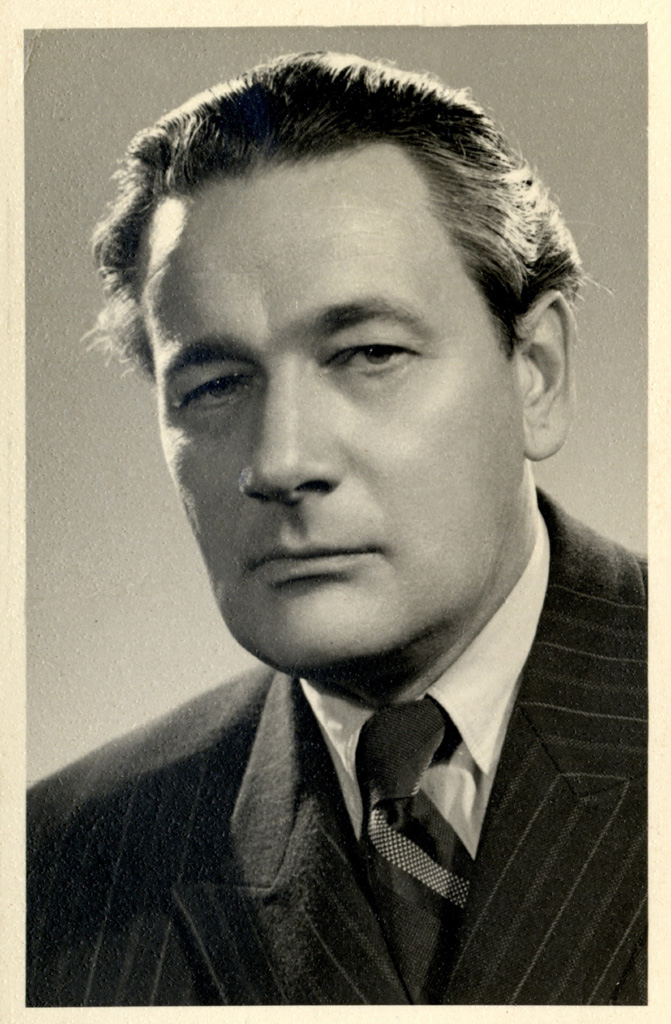
Kessler Hubert
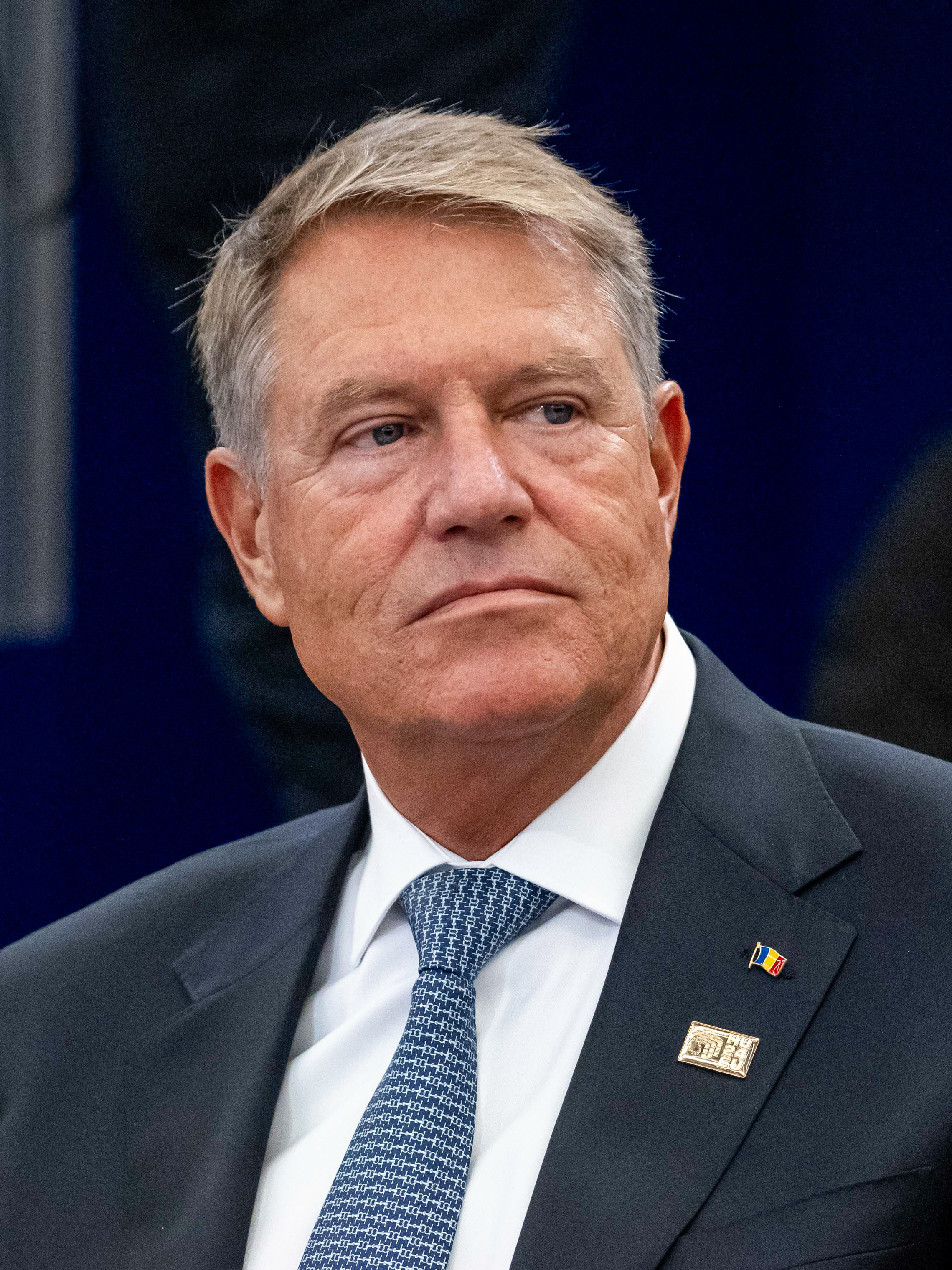
Klaus Iohannis

## Turizmus
Szeben megye Románia egyik legjelentősebb és legvonzóbb turisztikai régiója, amely Erdély déli peremén, a Déli-Kárpátok lábánál helyezkedik el. A térség gazdag történelmi öröksége, lenyűgöző természeti tájai és sokszínű kulturális élete különleges élményt kínál az idelátogatóknak. A megye központja, Nagyszeben, az ország egyik legszebb és legjobban megőrzött középkori városa, amely 2007-ben Európa Kulturális Fővárosa is volt.
Nagyszeben óvárosa különleges építészeti egységet képez, a Nagy Piac, a Hazugságok hídja, a Brukenthal-palota, valamint a város régi bástyái és tornyai évszázadok történelmét idézik meg. A városban található Brukenthal Múzeum Románia első nyilvános művészeti gyűjteménye, amely európai rangú festmény- és régiséggyűjteményével vonzza a látogatókat. A város pezsgő kulturális élete, nemzetközi színházi fesztiválja (FITS), jazz- és filmfesztiváljai egész évben gazdag programkínálatot biztosítanak.
Szeben megye egyik legismertebb vonzereje a Szebeni-havasok és a Fogarasi-havasok lenyűgöző hegyvidéki tája. A természetkedvelők számára kiváló túraútvonalak, alpesi menedékházak, kilátók és gleccsertavak állnak rendelkezésre. Különleges élményt nyújt a Transzfogarasi út, amely Románia egyik leglátványosabb hegyi útvonala, számos alagúttal, szerpentinnel és a híres Bilea-tóval.
A megye vidéki részei, különösen a szászföldi falvak – mint például Nagydisznód, Kisdisznód, Berethalom és Almakerék – évszázadok óta megőrzött építészeti örökséggel, erődtemplomokkal és szász parasztházakkal várják a látogatókat. A berethalmi erődtemplom, amely az UNESCO világörökség része, az erdélyi szász építészet egyik csúcspontja. A falusi turizmus itt különösen hiteles: hagyományos mesterségek, kézműves termékek, helyi ételek és a vendéglátók személyes történetei mélyebb bepillantást nyújtanak Erdély vidéki életébe.
A téli sportok szerelmeseinek ideális célpont a Păltiniș síközpont, amely a Szebeni-havasokban, több mint 1400 méteres magasságban fekszik – ez Románia legmagasabban fekvő üdülőtelepülése. Nyáron túrázók, télen síelők keresik fel, de tiszta levegője és csendje miatt pihenésre vágyók számára is ideális.
A megye gasztronómiája a román, szász és magyar hagyományok ízeit ötvözi. A hagyományos ételek – mint a szász káposztás fogások, erdélyi levesek, sült húsok, házi rétesek és gyümölcsös pálinkák – a régió történelmi együttélésének lenyomatai. A helyi borászatok és sörfőzdék is egyre nagyobb szerepet kapnak a gasztronómiai kínálatban, különösen Nagyszeben és környéke gasztrofesztiváljain.

A megye turisztikai értékét növeli a lakosság vendégszeretete, az egyre fejlődő közlekedési és turisztikai infrastruktúra, valamint az az elkötelezettség, amellyel a természeti és kulturális örökséget fenntartható módon próbálják megőrizni. Szeben megye a legendák, erődtemplomok, középkori városok, hegyek és multikulturális hagyományok földje.

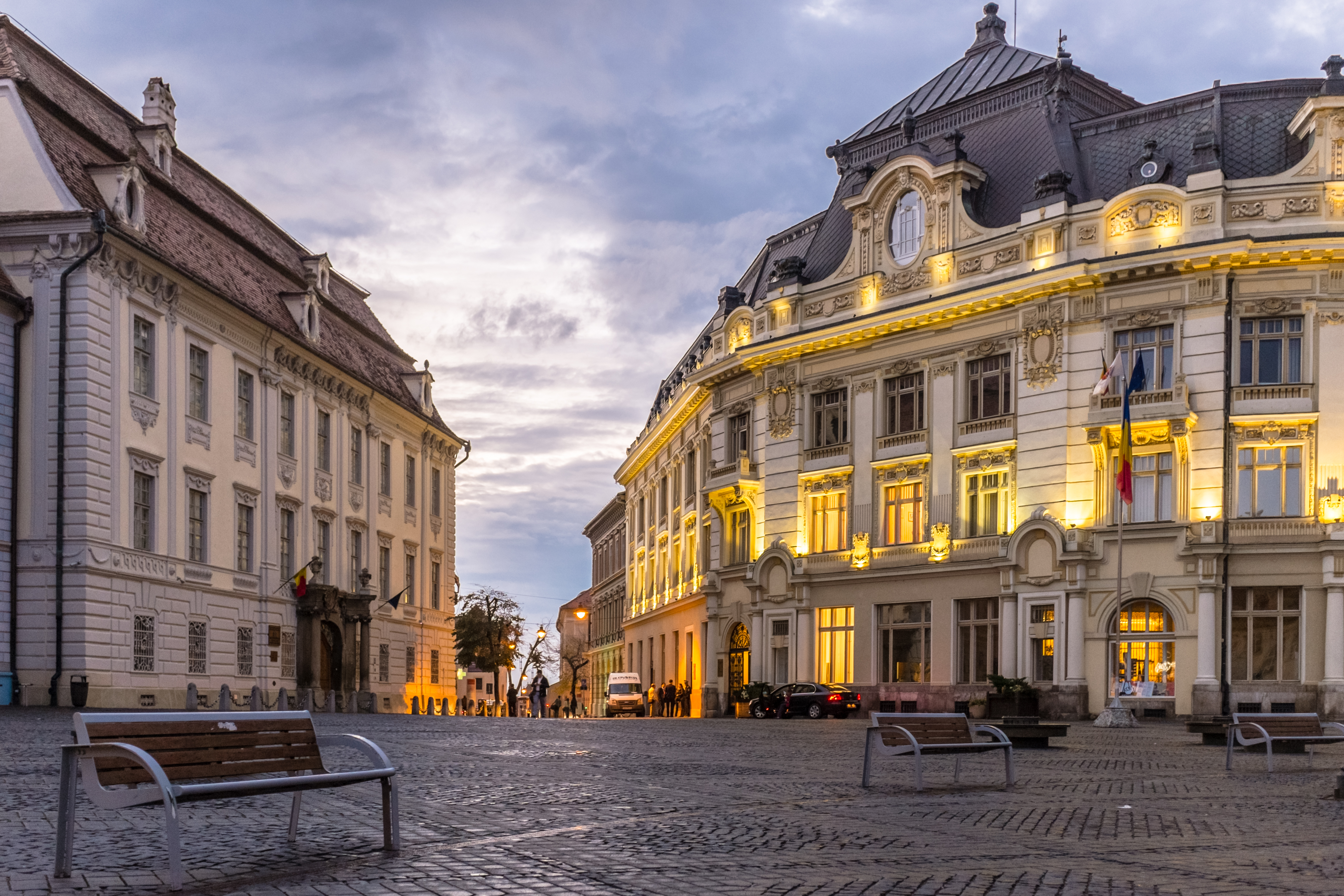
Nagyszeben, a megyeszékhely
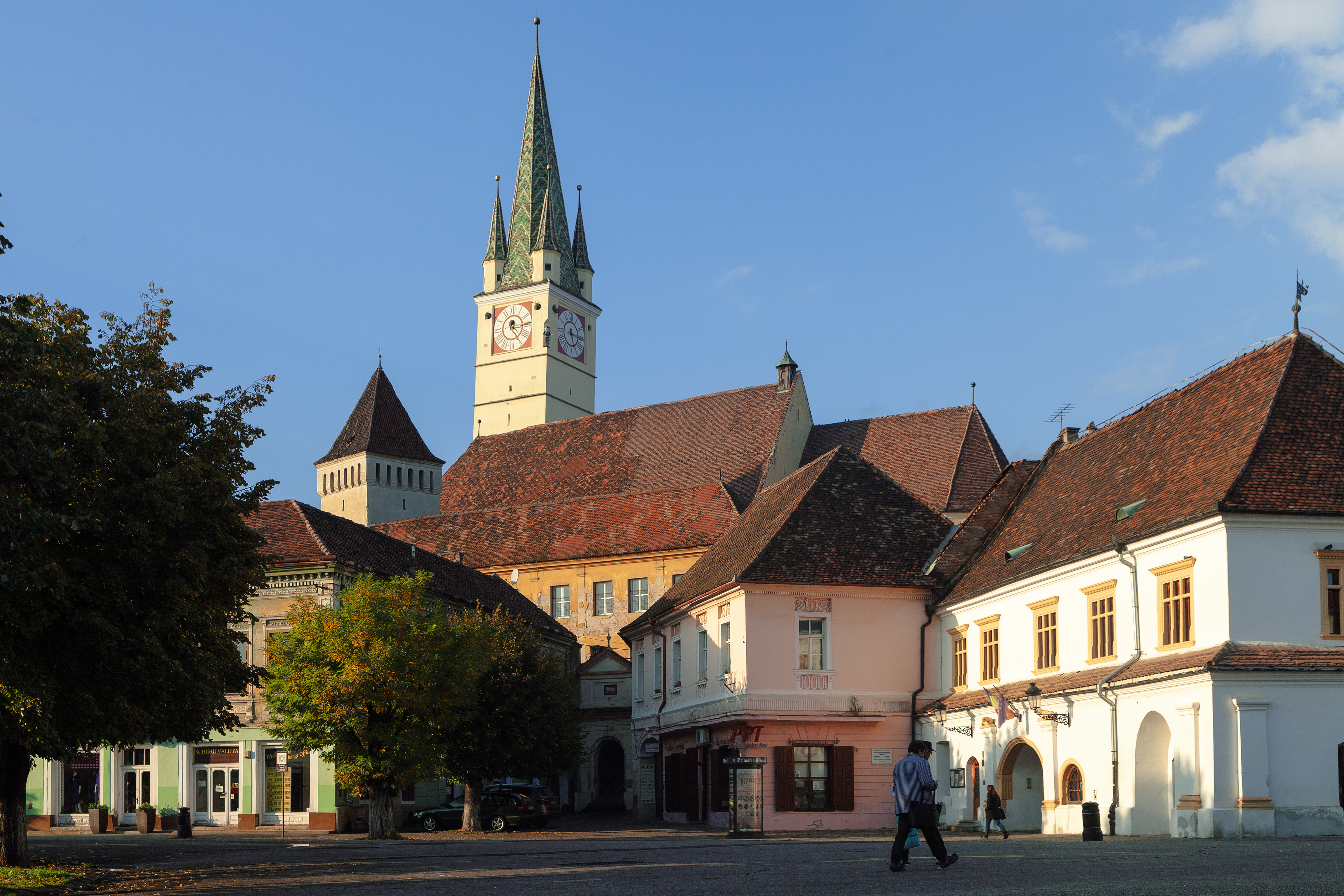
Medgyes történelmi belvárosa
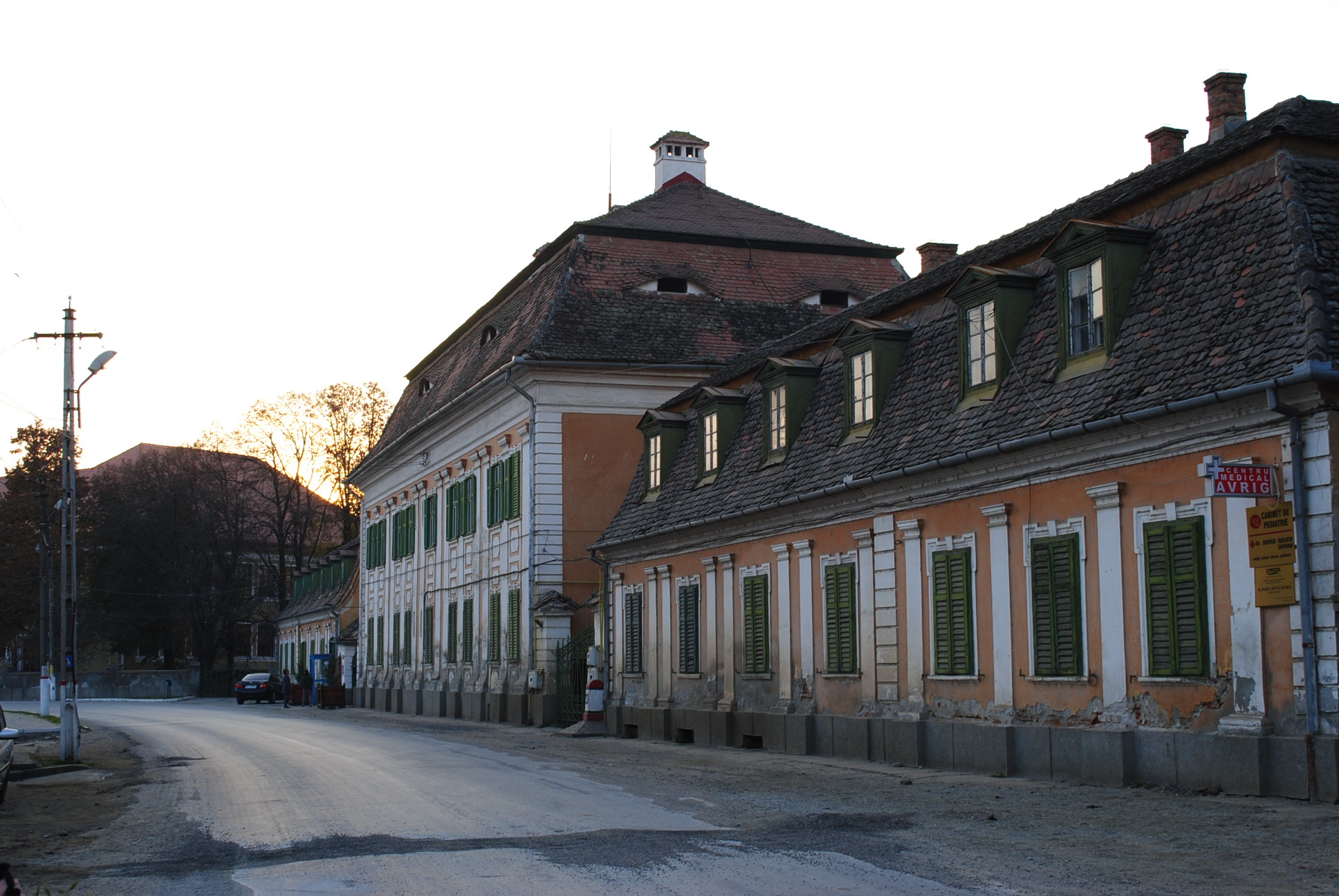
Brukenthal-palota Felekben
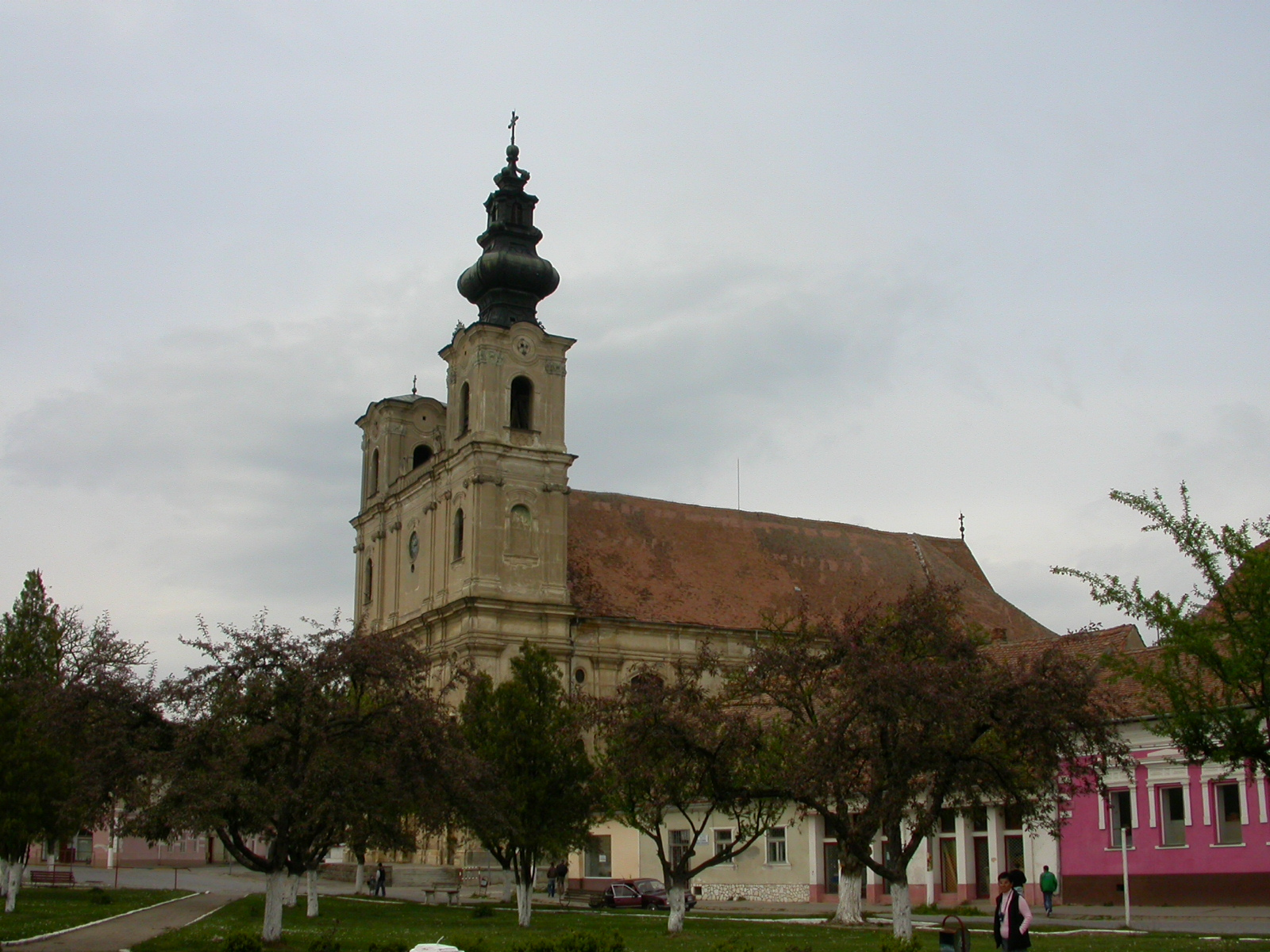
Szent Erzsébet-templom Erzsébetvárosban
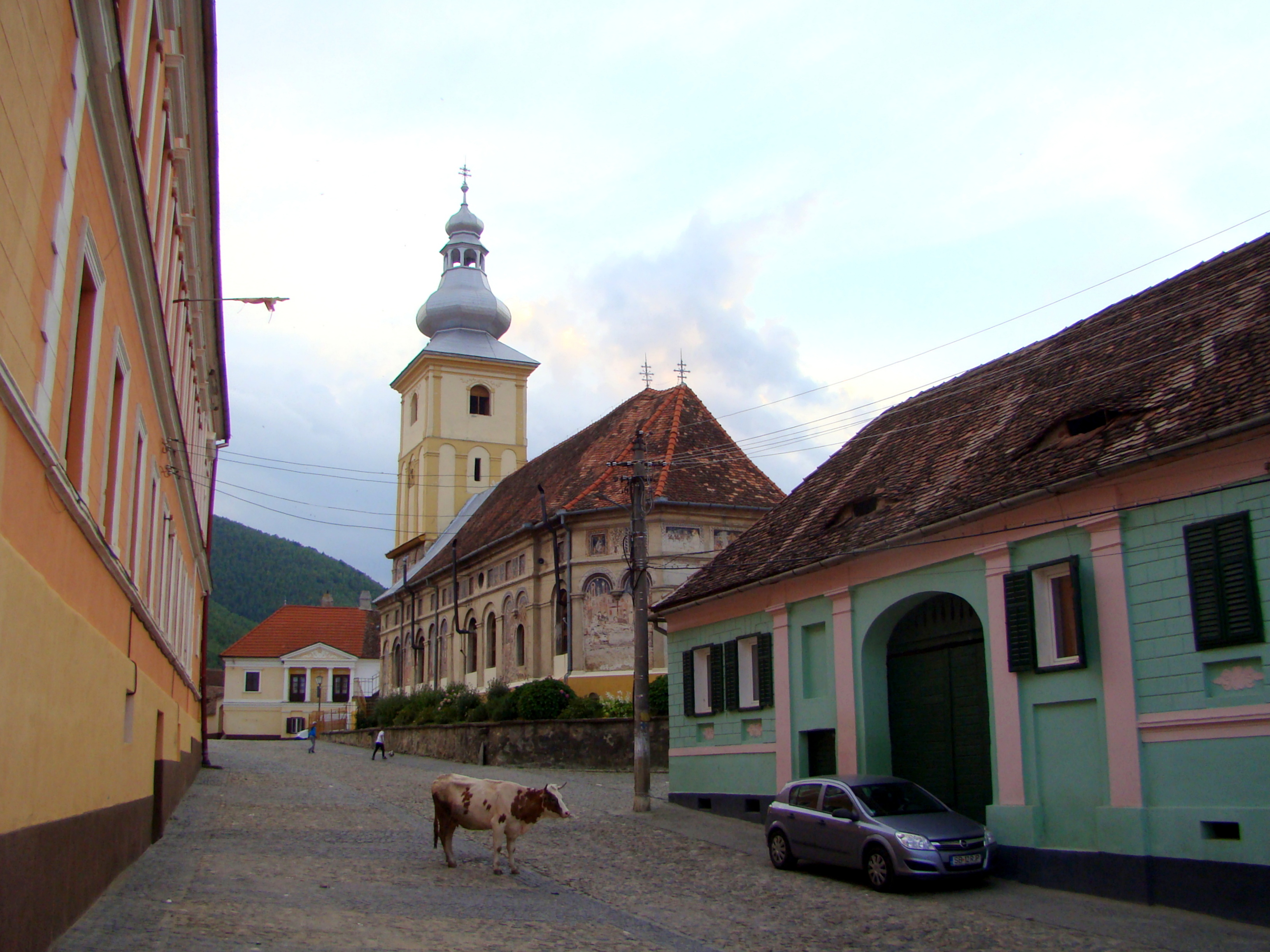
Resinár temploma

## Települések
- Municípiumok: Nagyszeben, Medgyes.
- Városok: Erzsébetváros, Felek, Kiskapus, Nagydisznód, Nagytalmács, Szelistye, Szentágota, Szerdahely, Vízakna.

| Sorszám | Település     | Lakónépesség (2021)            | Település jellege |
| ------- | ------------- | ------------------------------ | ----------------- |
| 1.      | Nagyszeben    | 134 308 fő (2021. dec. 1.) +/- | municípium        |
| 2.      | Medgyes       | 39 505 fő (2021. dec. 1.) +/-  | municípium        |
| 3.      | Nagydisznód   | 22 277 fő (2021. dec. 1.) +/-  | város             |
| 4.      | Felek         | 12 534 fő (2021. dec. 1.) +/-  | város             |
| 5.      | Szentágota    | 7564 fő (2021. dec. 1.) +/-    | város             |
| 6.      | Nagytalmács   | 6711 fő (2021. dec. 1.) +/-    | város             |
| 7.      | Erzsébetváros | 6238 fő (2021. dec. 1.) +/-    | város             |
| 8.      | Szelistye     | 5710 fő (2021. dec. 1.) +/-    | város             |
| 9.      | Kiskapus      | 4570 fő (2021. dec. 1.) +/-    | város             |
| 10.     | Szerdahely    | 3619 fő (2021. dec. 1.) +/-    | város             |
| 11.     | Vízakna       | 3434 fő (2021. dec. 1.) +/-    | város             |

## Gazdaság
Szeben megyének van az egyik legdinamikusabb gazdasága Romániában, sok külföldi befektetéssel. A megye legnagyobb természeti erőforrása a földgáz. Kiskapuson két hatalmas kémiai üzem több évtizedig szennyezte a környezetet nehéz fémekkel, szénnel és más kémiai anyagokkal. 1989 után az ipari létesítmények nagy részét bezárták, ennek ellenére az 1990-es években ez a környék volt az egyik legszennyezettebb terület Európában.